# 1984 (musikalbum)
1984, på skivomslaget skrivet MCMLXXXIV, är hårdrocksgruppen Van Halens sjätte studioalbum, släppt den 9 januari 1984. Albumet är ett av Van Halens mest populära, mycket tack vare gitarristen Eddie Van Halens direktiv om att ta med keyboards i låtarna. "Jump" blev den mest framgångsrika singeln från albumet och toppade Billboard Hot 100. Även "Panama", "I'll Wait" och "Hot for Teacher" gavs ut som singlar.
Skivan sålde i över 13 miljoner exemplar första året och nådde en andraplats på Billboard 200. År 1999 hade albumet sålt 10x platina i USA. Albumet blev det sista med Roth på sång fram till A Different Kind of Truth 2012.

## Låtlista
Samtliga låtar skrivna av Michael Anthony, David Lee Roth, Alex Van Halen och Eddie Van Halen, om inte annat anges.
| 1. | 1984           | 1:07 |
| 2. | Jump           | 4:04 |
| 3. | Panama         | 3:32 |
| 4. | Top Jimmy      | 3:02 |
| 5. | Drop Dead Legs | 4:15 |

| 6. | Hot for Teacher                                                   | 4:44 |
| 7. | I'll Wait (Anthony, Roth, Van Halen, Van Halen, Michael McDonald) | 4:45 |
| 8. | Girl Gone Bad                                                     | 4:35 |
| 9. | House of Pain                                                     | 3:19 |

## Medverkande
- Michael Anthony — bas
- David Lee Roth — sång
- Alex Van Halen — percussion, trummor
- Eddie Van Halen — gitarr, keyboard, sång